# سامر بریل
سامر بریل (به انگلیسی: Summer Brielle) بازیگر زن پورنوگرافی آمریکایی است که در پایان سال ۲۰۱۷ بازنشسته شد 

## حرفه
سامر از ابتدا دارای چهره زیبایی بود و به همین جهت اندکی پس از اتمام دبیرستانش به عنوان مدل تبلیغاتی کار می‌کرد علاوه بر آن در وبکم نیز برنامه اجرا می‌کرد. او در مورد ورودش به صنعت پورن می‌گوید یکی از روزهایی که مشغول اجرای برنامه در وبکم بود هالی رندل به او پیغام داد و به او پیشنهاد کرد که وارد صنعت پورن بشود. او اولین فیلم هاردکور خود را در سال ۲۰۱۰ و زمانی که ۲۲ ساله بود بازی کرد. او برای کمپانی‌های بزرگی مثل ویکید و هاستلر بازی می‌کند. با وجود بازی در بسیاری از ژانرها سامر اولین فیلم آنال خود را در سال ۲۰۱۵ بازی کرد.